# Günther Steyrer

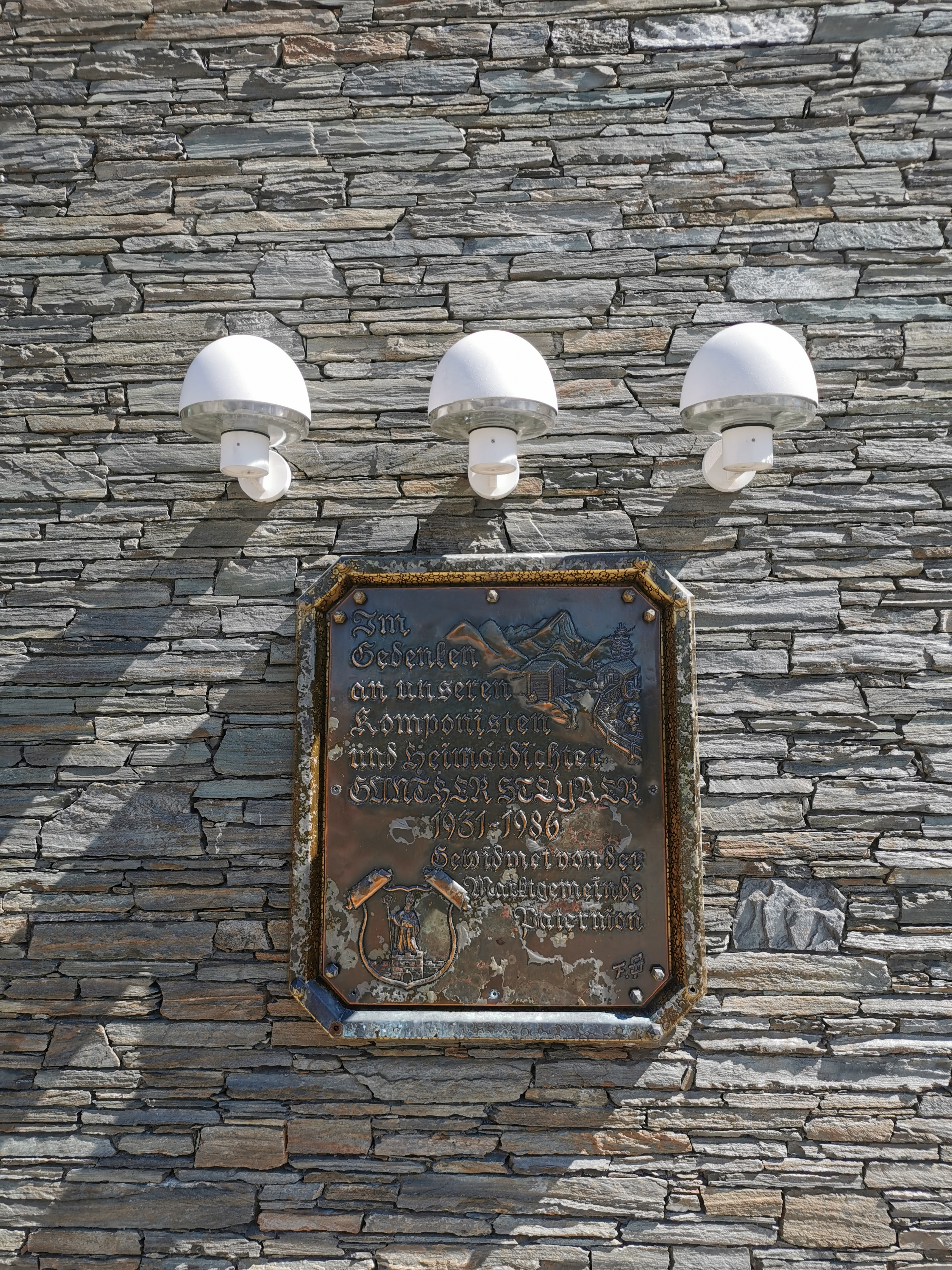
Gedenktafel für Günter Steyrer in Feistritz an der Drau

Günther Steyrer (* 1931 in Spittal an der Drau; † 21. April 1986 in Graz) war ein Kärntner Schulleiter, Mundartdichter und Komponist. 

## Leben
Günther Steyrer kam 1931 als ältestes von drei Kindern zur Welt und wuchs in Villach-Lind auf. Die dortige Wohnung wurde durch einen Luftangriff zerstört, der Vater kehrte erst 1952 aus der Kriegsgefangenschaft zurück. Wie sein Vater und Großvater sollte auch er ein Lehrer werden und absolvierte daher nach der Matura 1950 die Lehrerbildungsanstalt in Klagenfurt. Seine erste Lehrstelle erhielt er an der auf 1700 Höhenmeter gelegenen Volksschule Asten, 1959 wechselte er an die auf 1100 Metern gelegene Volksschule Gschriet. Von 1973 bis zu seiner durch einen Schlaganfall bedingten Frühpensionierung 1978 war er Direktor der Volksschule Weißenstein. Günther Steyrer verstarb am 21. April 1986 in einem Grazer Krankenhaus. Er war zweimal verheiratet und hinterließ drei Kinder aus seiner ersten Ehe.
Während seiner Zeit in Gschriet begann er, Gedichte in Kärntner Mundart zu verfassen. Diese wurden ab 1972 in insgesamt 12 Büchern, hauptsächlich vom Klagenfurter Verlag Heyn, veröffentlicht. Die Inspiration für seine oft kurzen, aber ausdrucksstarken Gedichte zog er häufig direkt aus seinem Alltag als Landschullehrer, der Natur und ihren Wechseln. Aber auch Religiosität nimmt einen großen Raum ein - untypisch für einen Protestanten verfasste er auch Lobpreisungen der Gottesmutter Maria. Daneben betätigte sich Steyrer, der mehrere Instrumente spielen konnte, auch als Chorleiter und Komponist. 1966 hatte er die Leitung der Singgemeinschaft Feistritz/Drau übernommen, 1973 auch jene des AGV Weißenstein. Inspiriert durch eine Salzburger Tradition komponierte er 1972 gemeinsam mit Dieter Wiedergut das sogenannte Feistritzer Adventsingen, das nach wie vor regelmäßig aufgeführt wird.
Anlässlich seines 80. Geburtstages veröffentlichte das Label Tyrolis zwischen 2008 und 2013 fünf CDs mit Kärntnerliedern und Texten von Günther Steyrer. Die Gemeinde Paternion ehrte ihn im Ortsteil Feistritz an prominenter Stelle mit einer Gedenktafel, in Weißenstein ist eine Straße nach ihm benannt.

## Veröffentlichungen

### Lyrikbände
- Die Lindn hat ausgeblüeht. Gedichte in Kärntner Mundart. (= Lebendiges Wort; Kleinbücher in österreichischer Mundart 72). Welsermühl, Wels 1972.
- Schattnroasn. Gedichte in Kärntner Mundart. Welsermühl, Wels 1977.
- Aus mein Schnecknhaus. Heyn, Klagenfurt 1977, ISBN 3853662277.
- In mir das Land. Heyn, Klagenfurt 1979, ISBN 3853663214.
- Alls hat sei Gwicht. Heyn, Klagenfurt 1980, ISBN 3853663621.
- Rinnt wieder der Brunn. Gedichte in Kärntner Mundart. Heyn, Klagenfurt 1980, ISBN 3853395260.
- Ih geah mitn Jåhr. Gedichte in Kärtner Mundart. Heyn, Klagenfurt 1982, ISBN 3853663974.
- Zwischn Krippm und Kreuz. Meditationen in Kärtner Mundart. Heyn, Klagenfurt 1983, ISBN 3853664156.
- Kumm, sitz a bissele her. Gedichte in Kärntner Mundart. Heyn, Klagenfurt 1984, ISBN 3853664245.
- Übern Türdrischpl hinter Hinterglasbilder eine geborgenen Kindheit. In Kärntner Mundart. Heyn, Klagenfurt 1985, ISBN 3853664490.
- Wia's hålt so kimmt. Gedichte in Kärntner Mundart. Heyn, Klagenfurt 1987, ISBN 3853665241.
- Leutlan Horcht's Zua. lustige Gedichtlen und Gschichtlen. Heyn, Klagenfurt 1991, ISBN 3853663745.

### CDs
- 2008: Günther Steyrer - An mein Kärnten. (Tyrolis)
- 2011: Wås is a Karntnaliad. (Tyrolis)
- 2011: Kärntner Weihnacht mit Texten von Günther Steyrer. (Tyrolis)
- 2012: Kärntner Mariensingen mit Texten von Günther Steyrer. (Tyrolis)
- 2013: Kärntner Passionssingen mit Texten von Günther Steyrer. Besinnliche Passionslieder. (Tyrolis)

### Audiokassetten
- 1996(?): Maria - Mutter der Gnaden. Mariengedichte von Günther Steyrer. (Tyrolis)